# 河林镇 (新南威尔士州)

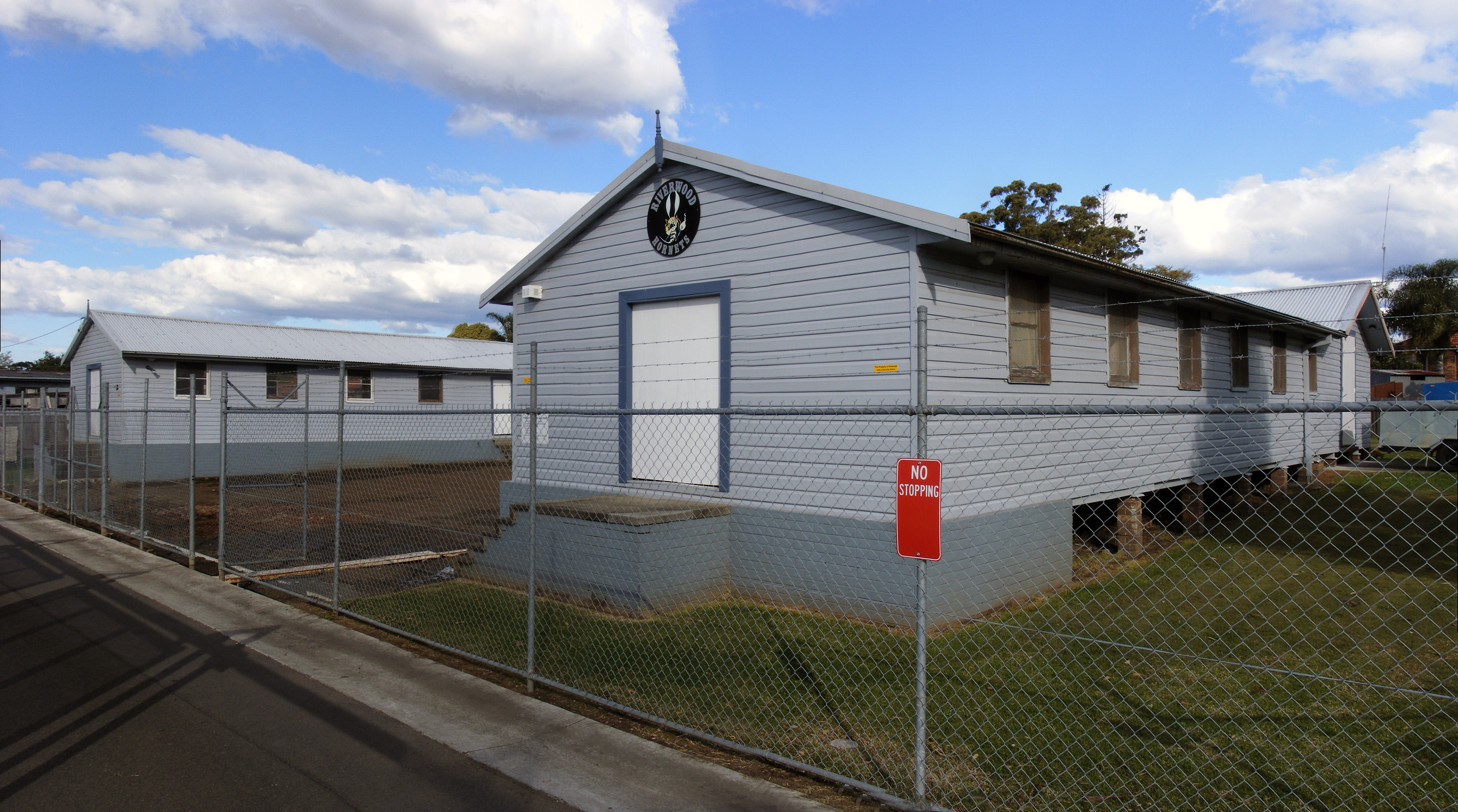
前118综合医院，现由澳大利亚航空联合会使用

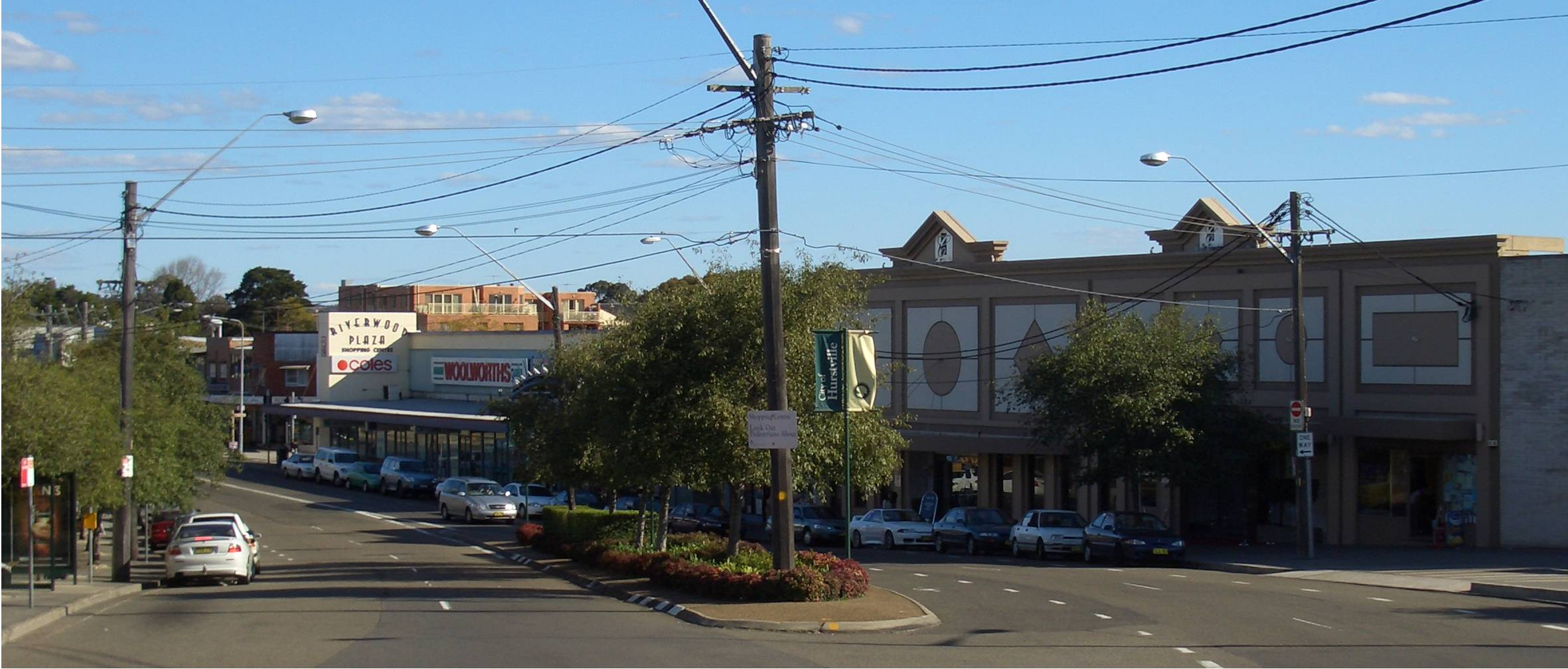
贝尔默路和康卡·多罗酒廊（右侧）

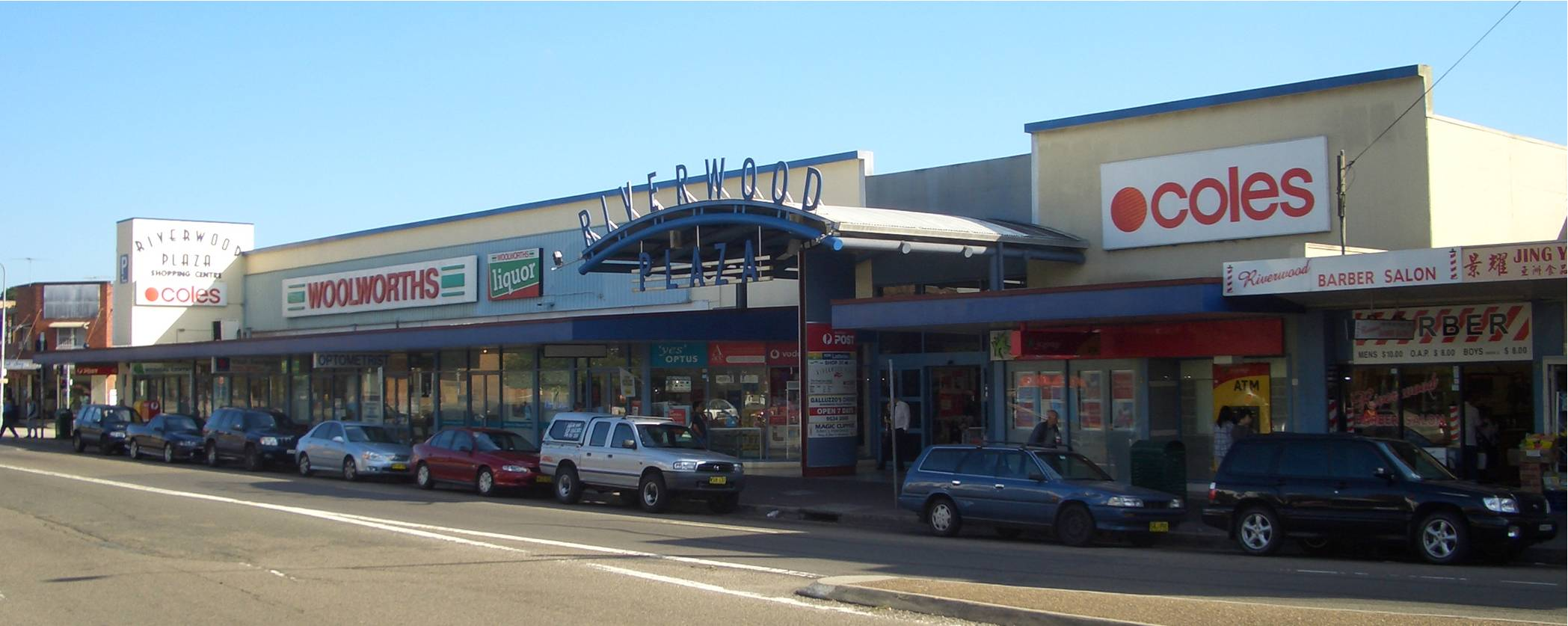
贝尔默路上的河林镇购物中心

河林镇是澳大利亚新南威尔士州的一个郊区，位于悉尼南部，悉尼中央商务区以南18公里，为圣乔治地区的一部分，分属乔治河市议会（英語：Georges River Council）和坎特伯雷-班克斯敦市议会（英語：Canterbury-Bankstown Council）的地方政府辖区。

## 历史
此地原名赫恩湾（Herne Bay），包括若干30到80英亩（320000平米）的政府授地。当1931年东山铁路线（East Hills railway line）经过这一区域时，所设火车站就叫赫恩湾站。这片区域在1919年被进一步分割，而在1942年被重新开发，彼时正处第二次世界大战期间，澳大利亚政府和联合工作委员会为美国陆军建造了一座陆军基地营房医院，即118综合医院。这座医院耗资100万英镑，包括490个营房式建筑，可容纳4250张床位，里面工作的医生和护士来自位于马里兰州巴尔的摩的约翰·霍普金斯大学附属医院。
当时美国人原本使用麦德巴斯（Medlow Bath）的海德罗豪华酒店（Hydro Majestic Hotel）作为医院，后于1943年5月搬迁到赫恩湾，迁入的建筑为医院最初的那部分。到同年11月为止，已有1700张病床投入使用。 麦克阿瑟将军，第一夫人埃莉诺·罗斯福女士，阿蒂·邵氏乐队（Artie Shaw's Band）和鲍勃·霍普曾访问该地。1944年10月，为解放菲律宾，这家美国医院的大部分人员离开了，而部分病人和工作人员则留在当地直到1945年1月。同月，皇家海军（英国）在空置的建筑物内开设了一家医院，以治疗英国太平洋舰队的伤员。这所医院接受并治疗了9003名患者。 澳大利亚军队占用了部分其他建筑，其中一个部分一直使用到1947年3月，位于库伦斯路（Cullens Road），在潘赤伯（Punchbowl）的坎特伯雷路（Canterbury Road）和维格斯路（Wiggs Road）之间。
战后，这支部队解散了，而用于建造医院营房建筑的木材和瓦楞铁（其中一些留存至今），自1946年3月起，被交给住房委员会转用于修建公共住房以解决住房短缺。这里一些街道的命名会让人回想起美国人曾经的存在，比如宾夕法尼亚路（Pennsylvania Road），肯塔基路（Kentucky Road），怀俄明广场（Wyoming Place），爱达荷广场（Idaho Place），密歇根路（Michigan Road），蒙大拿弯道（Montana Crescent），罗斯福大道（Roosevelt Avenue）和杜鲁门大道（Truman Avenue）。赫恩湾医院现为澳大利亚航空联合会河林镇分队的队部。
该区曾因贫困，过度拥挤和暴力而声名狼藉，其名称于1957年改为河林镇，这在很大程度上消除了居住在那里所带来的耻辱感，有助于改变该地区的声誉。从20世纪50年代起，专门建造的实用公共住房公寓楼和独立式平房取代了铁路线北侧的大部分前军事建筑，而南侧大多由私人开发。

## 人口
2016年的人口普查显示，河林镇人口数为12103人。其中39.7%的人生于澳大利亚。其余最多的国家或地区为中国大陆（18.6%），黎巴嫩（2.9%），香港（2.8%），越南（2.3%）以及新西兰（2.2%）。
河林镇31.8%的人在家中只说英语。其他在家中说的语言包括官话（15.3%），广东话（12.5%），阿拉伯语（8.5%），希腊语（2.8%）和越南语（2.7%）。
河林镇最常见的宗教信仰为无宗教信仰（28.1%），天主教（19.9%）和伊斯兰教（9.4%）。

## 商业区
此地主要的购物中心位于火车站附近的贝尔默路（Belmore Road）和瑟罗街（Thurlow Street）。河林镇购物中心（Riverwood Plaza）是贝尔默路上的一个小型购物中心，设有沃尔沃斯超市和奥乐齐超市，酒类零售商BWS，邮局，专卖店和美食广场。
贝尔默路贯穿河林镇火车站南北，是一条临街商业线。

## 交通
河林镇火车站位于悉尼铁路网的机场南线，西面是帕兹都站（Padstow），东面是纳维站（Narwee）。
虽然潘赤伯巴士公司的总部位于河林镇汉南斯路（Hannans Road），但该区本身并不是巴士总站。 有关巴士路线的详细信息，请参阅新南威尔士州交通信息网 （页面存档备份，存于）。
M5西南高速公路（M5 South Western Motorway）横穿河林镇的贝尔默路，但仅提供了一个东北向的出口匝道和一个西南向的入口匝道。在规划M5西扩时，朝东的斜坡式匝道曾被考虑过。然而，道路和海事服务部（Road and Maritime Services）在与高速公路运营商协商后决定不修建，因为由此产生的合道将导致交通堵塞增加，特别是在早高峰期间。

## 地标
- 河林镇图书馆（贝尔默路）
- 河林镇社区中心 (贝尔默路)
- 河流俱乐部
- 澳大利亚航空联合会河林镇分队大楼，前美国陆军医院大楼
- 河林镇滑板公园
- 潘赤伯巴士公司
- 河林镇购物中心
- 莫里斯·勒马室内运动中心

## 索引来源
1. ↑  Australian Bureau of Statistics. . 2016 Census QuickStats. 27 June 2017  [11 April 2018].
2. ↑  Book of Sydney Suburbs, Frances Pollon (Angus and robertson) 1990, page 222
3. ↑  Lawrence, Joan.; Brian Madden; Lesliie Muir. . Kingsclear Books. September 1999: 94  [2018-08-04]. ISBN 0-908272-55-3. （原始内容存档于2018-08-20）..